# Aladár Körösfői-Kriesch

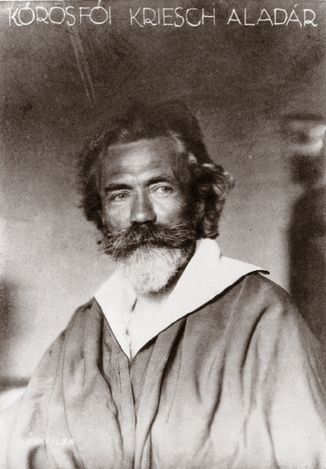
Aladár Körösfői-Kriesch

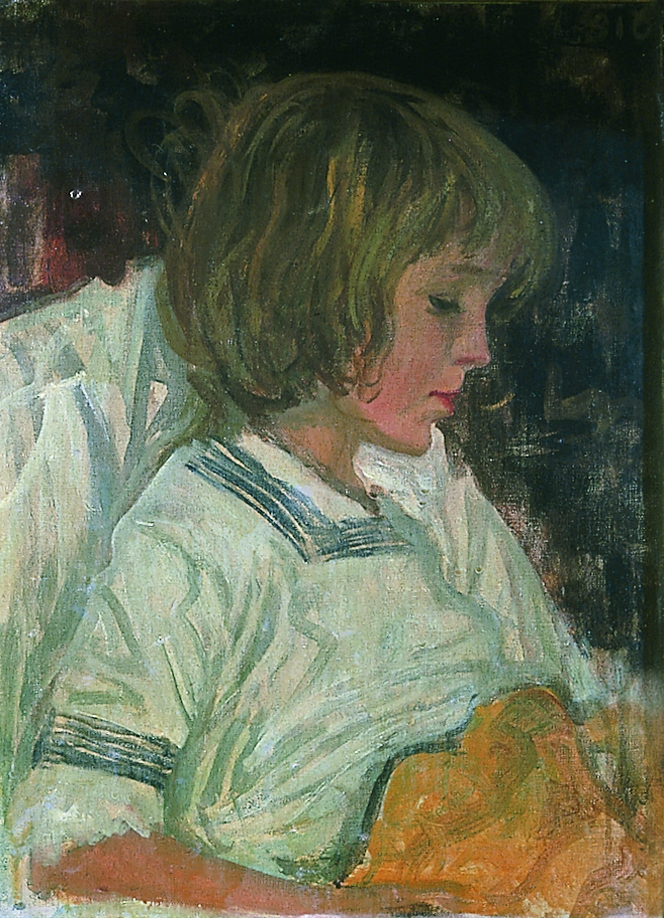
Tamás cel bolnav

Aladár Körösfői-Kriesch (n. 29 octombrie 1863, Buda, Imperiul Austriac – d. 16 iunie 1920, Budakeszi, Pesta, Ungaria) a fost un pictor maghiar, elev al lui Bertalan Székely. Aladár Körösfői-Kriesch a fondat școala de pictură de la Gödöllő.

## Lucrări de artă din Ardeal
În anul 1898 a pictat marele și renumitul tablou (3x4 m) cu Francisc David, expus inițial în holul Muzeului de Istorie din Turda. Tabloul prezintă Dieta Transilvaniei la ședința din ianuarie 1568 din Biserica Romano-Catolică din Turda (pe atunci biserică unitariană). La acea sesiune, întemeietorul Bisericii Unitariene, David Francisc, a prezentat și a obținut recunoașterea religiei unitariene și libertatea religioasă, proclamată de principele Transilvaniei, Ioan Sigismund Zápolya, prezent la sesiune. Pictura este depozitată de peste zece ani într-un pod al muzeului turdean, imobil aflat în renovare. În tablou sunt reprezentați principele Transilvaniei, Ioan Sigismund Zápolya (în stânga, pe jilț), încadrat de nepoții săi, Ștefan Báthory și Cristofor Báthory, ajunși ulterior și ei principi ai Transilvaniei. În pictură mai pot fi identificați, în dreapta, omul de cultură clujean Gáspár Heltai și preotul calvin Méliusz Juhász Péter (1532-1572), cu care David Francisc a întreținut o lungă controversă teologică. Gáspár Heltai (adept al noii religii unitariene) apare în spate, șezând și răsfoind Biblia. În dreapta jos este prezentat nobilul transilvănean maghiar Gáspár Bekes (1520-1579), un alt adept unitarian.
În anul 1912 Aladár Körösfői-Kriesch a lucrat la decorarea Palatului Culturii din Târgu Mureș.

## Galerie de imagini

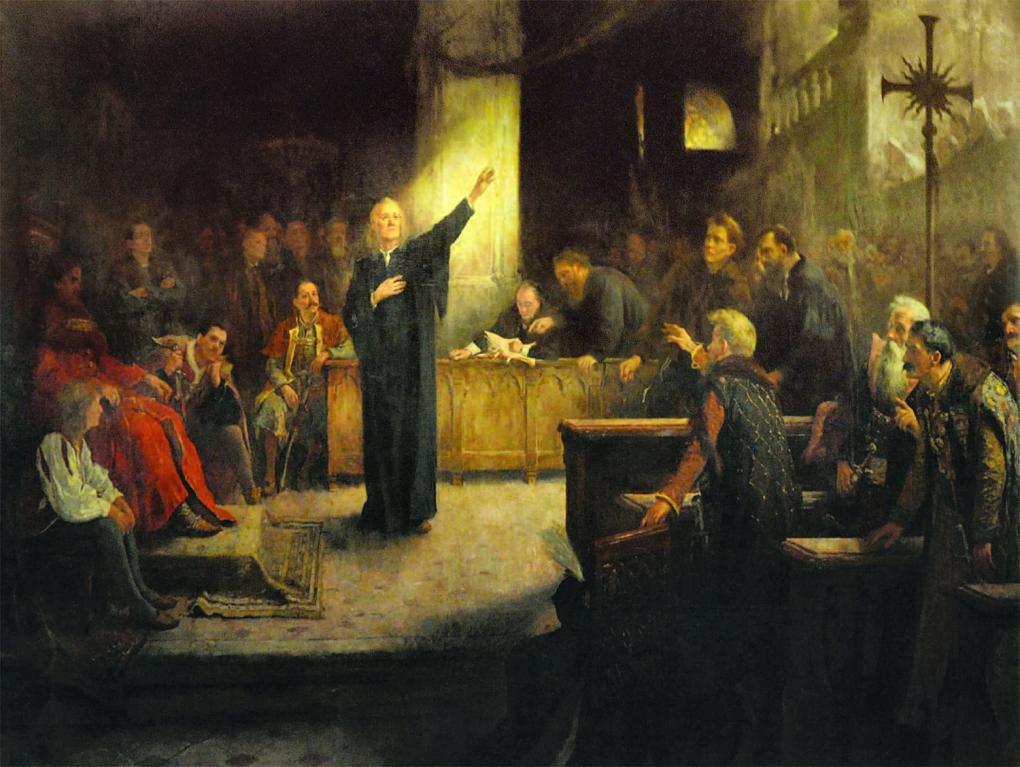
Tabloul cu Francisc David de la Muzeul de Istorie din Turda
Holul Palatului Culturii din Târgu Mureş